# Dadzewo
Dadzewo [pronunciación en polaco: /daˈd͡zɛvɔ/] (alemán Datzow) es un pueblo ubicado en el distrito administrativo de Gmina Polanów, dentro del condado de Koszalin, Voivodato de Pomerania Occidental, en el noroeste de Polonia. Se encuentra a unos 8 kilómetros al oeste de Polanów, a 28 kilómetros al este de Koszalin, y a 153 kilómetros al noreste de la capital regional Szczecin.